# Vệ Tự quân
Vệ Tự quân (chữ Hán: 衞嗣君; trị vì: 324 TCN-283 TCN), là vị vua thứ 43 của nước Vệ - chư hầu nhà Chu thời Chiến Quốc trong lịch sử Trung Quốc.
Vệ Tự quân là con của Vệ Bình hầu – vua thứ 42 nước Vệ. Năm 325 TCN, Vệ Bình hầu mất, Vệ Tự quân lên nối ngôi.
Từ năm 320 TCN, nước Vệ càng suy yếu, đất đai chỉ còn giữ được thành Bộc Dương. Vua Vệ lại bị biếm danh hiệu từ "hầu" xuống "quân".
Năm 312 TCN, Ngụy Tương vương đánh nước Vệ, phá 2 thành. Vệ Tự quân phải thần phục nước Ngụy.
Năm 306 TCN, tướng Tần là Sư Lý Tật đem quân đánh Bồ Thành của Vệ. Vệ Tự quân nhờ Hồ Diễn tới gặp Sư Lý Tật để giảng hòa. Hồ Diễn tới gặp Sư Lý Tật, dùng lời lẽ thuyết phục ông là Vệ và Ngụy nằm gần nhau, nếu Tần chiếm Bồ Thành thì nước Vệ tất sẽ phải thần phục nước Ngụy. Nếu có nước Vệ thần phục thì nước Ngụy sẽ trở nên hùng mạnh, làm nguy hại cho Tần. Nếu quân Tần rút lui, nước Vệ sẽ thần phục Tần. Sư Lý Tật nghe theo ý Hồ Diễn, rút quân về nước.
Năm 285 TCN, Tề Mẫn vương bị liên quân 5 nước Yên, Triệu, Triệu, Ngụy và Hàn tấn công, thua trận phải bỏ chạy sang nước Vệ. Vệ Tự quân đón tiếp cung kính, xưng thần, nhưng Tề Mẫn vương lại tỏ ra kiêu ngạo, coi thường vua Vệ. Vì vậy người nước Vệ tức giận muốn đánh vua Tề. Tề Mẫn vương phải chạy đi nơi khác và cuối cùng bị giết.
Năm 283 TCN, Vệ Tự quân mất. Ông làm vua được 42 năm. Con ông là Vệ Hoài quân lên nối ngôi.